# Adolf Bube

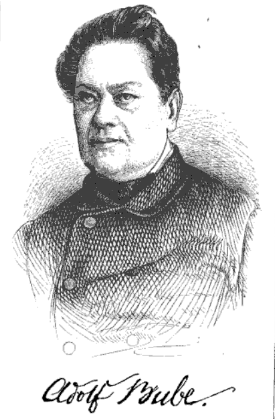
Adolf Bube

Adolf Bube (* 23. September 1802 in Gotha; † 17. Oktober 1873 ebenda) war ein thüringischer Dichter und Archivar.

## Leben
Als Sohn eines Hauptmanns genoss Bube Privatunterricht in Molsdorf bei Erfurt. 1817 besuchte er das Gymnasium Ernestinum in Gotha und studierte anschließend Philologie, Literatur und Archäologie von 1821 bis 1824 an der Universität Jena. Während seines Studiums wurde er 1821 Mitglied der Jenaischen Burschenschaft.
Nach einem Studium der Philosophie und der Theologie in Jena wurde er Direktor und Archivrat des Herzoglichen Kunstkabinetts auf Schloss Friedenstein.
Er verfasste zahlreiche Thüringer Sagen und Gedichtbände und war Dichter des berühmten Liedes vom Jesusbrünnlein (Hörselberge).